# Alexander Broadie
Alexander Broadie (* 18. Oktober 1942 in Edinburgh) ist ein schottischer Philosoph und emeritierter Professor für Logik und Rhetorik an der University of Glasgow.

## Leben
Broadie wuchs in Edinburgh auf und besuchte dort die Royal High School. Er schrieb sich an der University of Edinburgh ein und absolvierte dort sein Grundstudium bis zum Master of Arts mit Auszeichnung. Ein Station führte Broadie an das Balliol College der University of Oxford, wo er mit einem Master of Literature (M.Litt) abschloss. Promoviert wurde Broadie an der University of Glasgow (Ph.D und D.Litt.). Der Titel seiner Doktorarbeit war Investigation into the Cultural Ethos of the Samaritan Memar Marqah with special reference to the work of Philo of Alexandria. 1967 wurde er Mitglied der philosophischen Fakultät in Glasgow.
1991 wurde Broadie in Glasgow auf einen Lehrstuhl berufen. Ab 1995 besetzte der den Lehrstuhl für Logik und Rhetorik in Glasgow, der vor ihm von Adam Smith geleitet worden war. Ebenfalls 1995 wurde er von der Universität in Glasgow in Literatur promoviert.
2009 wurde Broadie emeritiert und, setzte seine Arbeit fort als Ehren-Research-Fellow und finanziert durch den Leverhulme Trust International Network.

## Forschungen
Broadie konzentrierte seine Forschungen auf die schottischen Beiträge zur mittelalterlichen Philosophie sowie der Aufklärung. Die meisten seiner Arbeiten handeln daher von der Geschichte der schottischen Philosophie.

## Ehrungen
Broadie wurde der erste Dozent, der mit dem Henri Duncan Price der Royal Society of Edinburgh (1990–1993) ausgezeichnet wurde. 1991 wurde er als Fellow in die RSE aufgenommen. 1994 hielt er die Gifford Lectures für natürliche Theologie. Die Vorlesungen wurden im darauffolgenden Jahr unter dem Titel The Shadow of Scotus: Philosophy and Faith in Pre-Reformation Scotland veröffentlicht. 2007 verlieh ihm die Universität Clermont-Auvergne einen Ehrendoktor für seine Beiträge zu den französisch-schottischen Beziehungen im Feld der Philosophie. Die Saltire Society wählte Broadies Buch A History of Scottish Philosophy zum Buch des Jahres 2009, und ehrte ihn 2020 mit einer Vize-Präsidentschaft ehrenhalber.

## Bibliografie
- A Samaritan Philosophy, (Leiden 1981)
- Kant’s Theory of Morals (Philosophical Quarterly, 1983)
- George Lokert: Late-Scholastic Logician (EUP 1983)
- The Circle of John Mair: Logic and Logicians in Pre-Reformation Scotland (OUP 1985)
- Introduction to Medieval Logic (OUP 1987), 2nd edn 1993
- Notion and Object: Aspects of Late-Medieval Epistemology (OUP 1989)
- Paul of Venice: Logica Magna, Pt.2, Fasc.3, De hypotheticis (OUP for the British Academy 1990)
- The Tradition of Scottish Philosophy (Edinburgh 1990)
- Robert Kilwardby, O.P., On Time and Imagination, Introduction and Translation (OUP for the British Academy 1993)
- The Shadow of the Scotus: Philosophy and Faith in Pre-Reformation Scotland (Edinburgh 1995)
- Sympathy and the impartial spectator (Kapitel in The Cambridge companion to Adam Smith; 1996)
- The Scottish Enlightenment: An Anthology (Edinburgh 1997)
- Why Scottish Philosophy Matters (Edinburgh 2000)
- The Scottish Enlightenment: The Historical Age of the Historical Nation, Edinburgh (Edinburgh 2001), new edn 2007
- Thomas Reid on Logic, Rhetoric and the Fine Arts, vol. 5 in the Edinburgh Edition of Thomas Reid. (EUP 2005)
- George Turnbull's Principles of Moral and Christian Philosophy, 2 Bände, edited, annotated and with an introduction (Liberty Fund 2005)
- A History of Scottish Philosophy (2009)
- Agreeable Connexions: Scottish Enlightenment Links with France (Edinburgh 2012)